# Karl Löppen
Karl Löppen (* 28. März 1901; † 23. März 1969) war ein deutscher Kommunalpolitiker.
Löppen wurde 1950 der erste Bürgermeister der neu gegründeten Vertriebenengemeinde Traunreut. Er blieb bis 1958 im Amt. In seiner Zeit als Bürgermeister entwickelte sich die Gemeinde rasant. Die Einwohnerzahl stieg von 1.381 auf fast 10.000 Bürger an.

## Ehrungen
- 1958: Verdienstkreuz am Bande der Bundesrepublik Deutschland
- 3. Oktober 1958: erster Ehrenbürger von Traunreut[2]
- Benennung des Karl-Löppen-Wegs in Traunreut[3]

## Quelle
- Bundesarchiv B 122/38473